# Salminus
Salminus es un género de peces pertenecientes a la familia Characidae, conocidos popularmente como dorados. Las especies de este género son relativamente grandes, pudiendo alcanzar hasta 1 metro de largo. Son depredadores de agua dulce, nativos de los grandes ríos tropicales y subtropicales de América del Sur.

## Especies
- Salminus affinis (Steindachner), 1880
- Salminus brasiliensis (G. Cuvier, 1816)
- Salminus franciscanus (F. C. T. Lima & Britski), 2007[2]
- Salminus hilarii (Valenciennes), 1850
- Salminus iquitensis (Nakashima, 1941)[3]
- Salminus noriegai † Cione & Azpelicueta, 2013[4]